# Glenea distinguenda
Glenea distinguenda is een keversoort uit de familie van de boktorren (Cerambycidae). De wetenschappelijke naam van de soort werd voor het eerst geldig gepubliceerd in 1889 door Gahan.